# Diekholzen
Diekholzen település Németországban, azon belül Alsó-Szászország tartományban. Lakosainak száma 6243 fő (2023. december 31.). Diekholzen Hildesheim, Bad Salzdetfurth és Almstedt községekkel határos.

## Népesség
A település népességének változása:
| Lakosok száma | 6521 | 6476 | 6439 | 6325 | 6283 | 6243 |
|               | 2016 | 2017 | 2019 | 2021 | 2022 | 2023 |